# Nekrolog 3. Quartal 1916
Nekrolog
◄◄
| ◄
| 1912
| 1913
| 1914
| 1915
| 1916 | 1917 | 1918 | 1919 | 1920 | ► | ►►
1. Quartal |
2. Quartal |
3. Quartal |
4. Quartal 1916
Weitere Ereignisse | Allgemeiner Nekrolog 1916
Die Beschreibung der verstorbenen Person sollte so kurz wie möglich gehalten sein und nur deren signifikante Tätigkeit(en) enthalten.
Neue Namen ggf. auch unter dem Geburts- und Sterbedatum, also etwa unter 1. Januar und im Geburts- und Sterbejahr (2024) eintragen (nur bei entsprechender großer Wichtigkeit). Für Beispiele siehe die schon vorhandenen Artikel.
Außerdem über die fünf zuletzt Verstorbenen, zu denen es einen ausreichend guten Artikel für eine Präsentation auf der Hauptseite gibt, nach der todesbedingten Überarbeitung der Artikel ggf. auch unter Wikipedia Diskussion:Hauptseite informieren und sie am besten auch in den anderen Wikipedia-Sprachversionen eintragen. Tipp: Regelmäßig bei news.google.de nach „ist tot“, „gestorben“ oder „verstorben“ suchen.
Wenn eine Person gestorben ist, gibt es viele Seiten zu dieser Person in der Wikipedia, die davon auch betroffen sind und entsprechend aktualisiert werden müssen. Beispiele: Namenübersichtsseite, Geburtsjahr, Geburtsort-Seiten und viele mehr.
Wie finde ich die betroffenen Seiten?
Im Suchfeld auf der linken Seite gibt man den Suchbegriff so ein: „Vorname Nachname“. Dann klickt man auf Volltext und alle Seiten mit entsprechendem Suchtext werden aufgerufen. Hier sieht man dann schnell, wo auch das Todesjahr Sinn macht oder sogar ein Teil des Artikels angepasst werden muss. Auch hilft das „Werkzeug“ auf der linken Seite sehr gut, um solche Seiten aufzufinden: „Links auf diese Seite“. Somit ist die Wikipedia wieder aktuell in allen Bereichen! Hinweis: bei Eintragung der Kategorie „Gestorben JAHR“ wird der Missbrauchsfilter 49 ausgelöst, was jedoch nicht schlimm ist. Siehe: Spezial:Missbrauchsfilter/49
Dies ist eine Liste von im dritten Quartal 1916 verstorbenen bekannten Persönlichkeiten. Die Einträge erfolgen innerhalb der einzelnen Daten alphabetisch sortiert. Tiere sind im Nekrolog für Tiere zu finden.

## Juli
| Tag      | Name                                    | Beruf, bekannt als                                                                       | Alter | Beleg |
| -------- | --------------------------------------- | ---------------------------------------------------------------------------------------- | ----- | ----- |
| 1. Juli  | Ludwig Rudolf Alioth                    | Pionier der schweizerischen Elektroindustrie                                             | 68    |       |
| 1. Juli  | Wilhelm Simon                           | deutscher Eisenbahnmanager und Parlamentarier                                            | 83    |       |
| 1. Juli  | John Somers-Smith                       | britischer Ruderer                                                                       | 28    |       |
| 2. Juli  | Lewis Maxson                            | US-amerikanischer Bogenschütze                                                           | 61    |       |
| 2. Juli  | Michail Michailowitsch Pomorzew         | Luftschiffer, Meteorologe und Erfinder                                                   | 64    |       |
| 2. Juli  | August Seemann                          | niederdeutscher Schriftsteller                                                           | 43    |       |
| 2. Juli  | Rudolph von Wachs                       | preußischer General der Infanterie                                                       | 66    |       |
| 3. Juli  | Hetty Green                             | amerikanische Geschäftsfrau                                                              | 81    |       |
| 3. Juli  | J. Frank Morrison                       | amerikanischer Politiker und Elektrotechnik-Pionier                                      | 75    |       |
| 4. Juli  | Henry Axel Bueck                        | deutscher Industrieller                                                                  | 85    |       |
| 4. Juli  | Alan Seeger                             | US-amerikanischer Dichter                                                                | 28    |       |
| 5. Juli  | Friedrich Köhnlein                      | deutscher Schachspieler und Schachkomponist                                              | 36    |       |
| 5. Juli  | Teofil Kopystynskyj                     | ukrainischer Maler, Porträtist und Restaurator                                           | 72    |       |
| 5. Juli  | Augustin Maria Kurtz-Gallenstein        | österreichischer Maler                                                                   | 59    |       |
| 5. Juli  | Christo Makedonski                      | bulgarischer Revolutionär, Wojwode, Freiheitskämpfer                                     |       |       |
| 5. Juli  | Josef Troyer                            | Offizier der österreichisch-ungarischen Armee                                            | 48    |       |
| 6. Juli  | Kurd Adler                              | Lyriker des deutschen Expressionismus                                                    |       |       |
| 6. Juli  | Béla Békessy                            | ungarischer Fechter                                                                      | 40    |       |
| 6. Juli  | Victor von Boos zu Waldeck              | böhmischer Komponist, Übersetzer und Mäzen                                               | 76    |       |
| 6. Juli  | Charles Bruder                          | Schweizer Auswanderer                                                                    | 35    |       |
| 6. Juli  | Albert Fraenkel                         | deutscher Arzt                                                                           | 68    |       |
| 6. Juli  | Tom McCormick                           | irischer Boxer (Weltergewicht)                                                           | 25    |       |
| 6. Juli  | Hermann von Pfister-Schwaighusen        | deutscher Germanist                                                                      | 79    |       |
| 6. Juli  | Odilon Redon                            | französischer Maler des Symbolismus                                                      | 76    |       |
| 7. Juli  | Bruno Hofer                             | deutscher Ichthyologe                                                                    | 54    |       |
| 7. Juli  | Margarethe Hormuth-Kallmorgen           | deutsche Malerin und Grafikerin                                                          | 58    |       |
| 7. Juli  | Oskar Rieding                           | deutscher Violinist, Musikpädagoge und Komponist                                         | 70    |       |
| 7. Juli  | Hermann Rübesamen                       | deutscher Schachkomponist                                                                | 24    |       |
| 7. Juli  | Eduard Wilhelm Westphal                 | deutscher Rechtsanwalt und Politiker                                                     | 60    |       |
| 7. Juli  | Adolf Wohlwill                          | deutscher Historiker                                                                     | 73    |       |
| 8. Juli  | Friedrich Busch                         | deutscher Zahnmediziner                                                                  | 71    |       |
| 8. Juli  | Hermann Gehrmann                        | deutscher Musikkritiker und Komponist                                                    | 54    |       |
| 8. Juli  | Friedrich von Ilberg                    | preußischer Generalarzt und Erster Leibarzt Kaiser Wilhelms II.                          | 57    |       |
| 8. Juli  | Henriette Johanne Marie Müller          | Hamburger Original                                                                       | 74    |       |
| 9. Juli  | Max Eduard Giese                        | deutscher Landschafts- und Vedutenmaler der Düsseldorfer Schule                          | 49    | -     |
| 9. Juli  | Adolf zu Schaumburg-Lippe               | deutscher Adeliger, Prinz aus dem Hause Schaumburg-Lippe                                 | 56    |       |
| 9. Juli  | Hans Schmidt                            | deutscher Fußballspieler                                                                 | 28    |       |
| 9. Juli  | Ueda Bin                                | japanischer Dichter, Kritiker, Übersetzer und Literaturwissenschaftler                   | 41    |       |
| 9. Juli  | Wilhelm Weisse                          | deutscher Landschaftsarchitekt und Koniferenzüchter                                      | 69    |       |
| 10. Juli | Donald Simpson Bell                     | englischer Schullehrer und Fußballspieler                                                | 25    |       |
| 10. Juli | Emory McClintock                        | US-amerikanischer Mathematiker und Versicherungsmakler                                   | 75    |       |
| 11. Juli | Keish                                   | indianischer Goldsucher                                                                  |       |       |
| 11. Juli | Johann Schwarz                          | deutscher Bäckermeister und Politiker, MdR                                               | 74    |       |
| 11. Juli | Ladislaus von Szögyény-Marich           | österreichisch-ungarischer Diplomat                                                      | 74    |       |
| 11. Juli | Rik Wouters                             | belgischer Maler und Bildhauer                                                           | 33    |       |
| 12. Juli | Cesare Battisti                         | österreichischer Abgeordneter, Offizier in der italienischen Armee und Irredentist       | 41    |       |
| 12. Juli | Gebhard Leberecht Blücher von Wahlstatt | preußischer Standesherr und Mitglied des preußischen Herrenhauses                        | 80    |       |
| 12. Juli | Adán Cárdenas                           | nicaraguanischer Politiker der konservativen Partei und Präsident des Landes (1883–1887) | 80    |       |
| 12. Juli | Horace Davis                            | US-amerikanischer Politiker                                                              | 85    |       |
| 12. Juli | Fabio Filzi                             | italienischer Irridentist und Nationalheld                                               | 31    |       |
| 12. Juli | James Sant                              | britischer Maler                                                                         | 96    |       |
| 13. Juli | Marie Margaretha Anklin                 | Schweizer Musikerin und Literaturkennerin                                                | 38    |       |
| 13. Juli | Philip C. Hayes                         | US-amerikanischer Politiker                                                              | 83    |       |
| 13. Juli | George D. Neal                          | US-amerikanischer Politiker                                                              | 62    |       |
| 13. Juli | Hugo Gottfried Opitz                    | deutscher konservativer Politiker, MdL (Königreich Sachsen)                              | 70    |       |
| 13. Juli | Josef Rieder                            | deutscher Radrennfahrer                                                                  | 22    |       |
| 13. Juli | Nicolae Teclu                           | Chemiker und Architekt                                                                   | 77    |       |
| 13. Juli | Franz Weber                             | Oberbürgermeister der Stadt Konstanz                                                     | 65    |       |
| 14. Juli | Leopold Ramsauer                        | österreichischer Architekt                                                               | 41    |       |
| 15. Juli | Ilja Iljitsch Metschnikow               | russischer Zoologe und Immunologe                                                        | 71    |       |
| 15. Juli | Hunter Holmes Moss                      | US-amerikanischer Politiker                                                              | 42    |       |
| 15. Juli | Karl Wilfert der Ältere                 | deutsch-böhmischer Bildhauer und Steinmetz                                               | 69    |       |
| 16. Juli | Luigi Forlano                           | italienischer Fußballspieler                                                             | 32    |       |
| 16. Juli | Hermann Haken                           | deutscher Jurist und Politiker, Oberbürgermeister von Stettin                            | 88    |       |
| 16. Juli | Victor Horsley                          | britischer Physiologe und Neurologe                                                      | 59    |       |
| 16. Juli | Johannes Runkwitz                       | deutscher Sanitätsoffizier, zuletzt Marine-Generalstabsarzt der Kaiserlichen Marine      | 57    |       |
| 17. Juli | Ina Freese                              | Persönlichkeit im Lübecker Schulwesen                                                    | 48    |       |
| 18. Juli | Melchior Dönni                          | Schweizer Käser und Vertreter der These, die Erde sei flach                              | 74    |       |
| 18. Juli | Mite Kremnitz                           | deutsche Schriftstellerin                                                                | 64    |       |
| 19. Juli | Heinrich Gustav von Borcke              | preußischer Gutsbesitzer und Politiker                                                   | 87    |       |
| 19. Juli | Clemens August Hoffsümmer               | deutscher Papierfabrikant und Politiker                                                  | 79    |       |
| 20. Juli | Oka Ichinosuke                          | japanischer Generalleutnant und Heeresminister                                           | 56    |       |
| 20. Juli | Reinhard Sorge                          | deutscher Schriftsteller                                                                 | 24    |       |
| 21. Juli | Philip Deidesheimer                     | deutscher Bergbauingenieur                                                               |       |       |
| 21. Juli | Richard von Foregger                    | österreichischer Rechtsanwalt und Abgeordneter                                           | 73    |       |
| 21. Juli | Wilhelm Joutz                           | Landtagsabgeordneter Großherzogtum Hessen                                                | 66    |       |
| 21. Juli | Maximilian Schäfer                      | deutscher Maler, Buchillustrator und Fachschriftsteller                                  | 65    |       |
| 22. Juli | Edward Ingouville-Williams              | britischer Major-General im Ersten Weltkrieg                                             | 54    |       |
| 22. Juli | James Whitcomb Riley                    | US-amerikanischer Schriftsteller und Dichter                                             | 66    |       |
| 22. Juli | Edgar Albert Smith                      | britischer Zoologe                                                                       | 68    |       |
| 23. Juli | Käthe Franck-Witt                       | deutsche Schauspielerin                                                                  | 44    |       |
| 23. Juli | Georg Leinfelder                        | deutscher Papierfabrikant                                                                | 80    |       |
| 23. Juli | Georg Oertel                            | deutscher Lehrer, Chefredakteur und Politiker, MdR                                       | 60    |       |
| 23. Juli | Wilhelm Ohr                             | deutscher Historiker                                                                     | 38    |       |
| 23. Juli | Thomas MacDonald Patterson              | US-amerikanischer Politiker (Demokratische Partei)                                       | 76    |       |
| 23. Juli | William Ramsay                          | schottischer Chemiker                                                                    | 63    |       |
| 23. Juli | Adolf Weil                              | deutscher Mediziner                                                                      | 68    |       |
| 24. Juli | Eugène Anthiome                         | französischer Komponist                                                                  | 79    |       |
| 24. Juli | Georg Gotthilf Evers                    | lutherischer Geistlicher, Konvertit zum Katholizismus, Buchautor, Botaniker              | 78    |       |
| 24. Juli | Adam Clark Vroman                       | amerikanischer Fotograf und Buchhändler                                                  | 60    |       |
| 25. Juli | Franz Bernauer                          | deutscher Bildhauer                                                                      |       |       |
| 25. Juli | Lucien Magne                            | französischer Architekt                                                                  | 66    |       |
| 25. Juli | Marija Alexandrowna Uljanowa            | Mutter von Alexander Iljitsch Uljanow und Wladimir Iljitsch Lenin                        | 81    |       |
| 25. Juli | Karl Wasserrab                          | deutscher Wirtschaftswissenschaftler und Sozialreformer                                  | 65    |       |
| 26. Juli | Heinrich von Brauchitsch                | deutscher Verwaltungsjurist, Richter und Politiker in Preußen                            | 85    |       |
| 26. Juli | Johannes Ranke                          | deutscher Anthropologe und Mediziner                                                     | 79    |       |
| 27. Juli | Gustav Eckstein                         | österreichischer Journalist, Sozialdemokrat und Austromarxist                            | 41    |       |
| 27. Juli | Karl Klindworth                         | deutscher Komponist, Dirigent, Musikpädagoge und Klaviervirtuose                         | 85    |       |
| 27. Juli | Johannes Paulsen                        | deutscher Pastor                                                                         | 69    |       |
| 28. Juli | Robert Arnold                           | deutscher Historiker und Archivar                                                        | 61    |       |
| 28. Juli | Carl Gustav Theodor Schröder            | deutscher Bibliothekar und Germanist                                                     | 75    |       |
| 29. Juli | Heinrich Deiters                        | deutscher Kunstmaler                                                                     | 75    |       |
| 30. Juli | Eveline Willett Cunnington              | neuseeländische Sozialreformerin, Feministin, Dozentin und Autorin                       | 67    |       |
| 30. Juli | Wilhelm Maßmann                         | deutscher Jurist; Reichsoberhandelsgerichtsrat und Senatspräsident am Reichsgericht      | 78    |       |
| 30. Juli | Albert Neisser                          | deutscher Dermatologe                                                                    | 61    |       |
| 31. Juli | Carl Albert Hermann Bock                | deutscher Gutsbesitzer und Politiker, MdR                                                | 75    |       |
|          | Viktor Gefäll                           | österreichischer Fußballspieler                                                          |       |       |

## August
| Tag        | Name                                         | Beruf, bekannt als                                                                       | Alter | Beleg |
| ---------- | -------------------------------------------- | ---------------------------------------------------------------------------------------- | ----- | ----- |
| 2. August  | Maria Eufrasia Iaconis                       | italienische römisch-katholische Ordensfrau                                              | 48    |       |
| 2. August  | Hamish MacCunn                               | schottischer Komponist und Dirigent                                                      | 48    |       |
| 2. August  | Martin Philippson                            | Historiker                                                                               | 70    |       |
| 3. August  | Roger Casement                               | britischer Diplomat und irischer Nationalheld                                            | 51    |       |
| 5. August  | George Butterworth                           | englischer Komponist                                                                     | 31    |       |
| 5. August  | Robert John Lechmere Guppy                   | britischer Naturwissenschaftler                                                          | 79    |       |
| 6. August  | Franz Eckert                                 | deutscher Komponist                                                                      | 64    |       |
| 6. August  | Enrico Toti                                  | italienischer Soldat                                                                     | 33    |       |
| 7. August  | Kittredge Haskins                            | US-amerikanischer Politiker                                                              | 80    |       |
| 8. August  | Friedrich Baumfelder                         | deutscher Komponist, Dirigent und Pianist                                                | 80    |       |
| 8. August  | Benno Berneis                                | deutscher Maler                                                                          | 33    |       |
| 8. August  | Edgar Dewdney                                | kanadischer Ingenieur, Unterhändler, Politiker und Vizegouverneur                        | 80    |       |
| 8. August  | Kamimura Hikonojō                            | japanischer Admiral                                                                      | 67    |       |
| 8. August  | Torakusu Yamaha                              | japanischer Konzerngründer (Yamaha Corporation)                                          | 65    |       |
| 9. August  | Otto Barth                                   | österreichischer Maler und Alpinist                                                      | 39    |       |
| 9. August  | Lily Braun                                   | deutsche Schriftstellerin, Sozialistin und Frauenrechtlerin                              | 51    |       |
| 9. August  | James Robert Dennistoun                      | neuseeländischer Bergsteiger, Forschungsreisender                                        | 33    |       |
| 9. August  | Guido Gozzano                                | italienischer Dichter                                                                    | 32    |       |
| 9. August  | John Mellen Thurston                         | US-amerikanischer Politiker (Republikanische Partei), Senator für den Staat Nebraska     | 68    |       |
| 9. August  | Adelheid Wette                               | deutsche Schriftstellerin und Librettistin                                               | 57    |       |
| 9. August  | Joseph von Zahn                              | österreichischer Historiker und Archivar                                                 | 84    |       |
| 10. August | Charles Dawson                               | britischer Amateur-Paläoanthropologe                                                     | 52    |       |
| 10. August | Nazario Sauro                                | italienischer Marineoffizier                                                             | 35    |       |
| 11. August | Ignaz Glaser                                 | Unternehmer in Prag und Bürmoos (Salzburg)                                               | 63    |       |
| 11. August | Heinrich Huber                               | deutscher Komponist                                                                      | 36    |       |
| 11. August | John Benjamin Murphy                         | US-amerikanischer Chirurg                                                                | 58    |       |
| 12. August | Hans Eppinger senior                         | österreichischer Mediziner                                                               | 67    |       |
| 13. August | Pierre de Ségur                              | französischer Schriftsteller                                                             | 63    |       |
| 13. August | Fritz Steinbach                              | deutscher Dirigent und Komponist                                                         | 61    |       |
| 14. August | Heinrich Lieber                              | deutscher Landwirt und Politiker (DRP), MdR                                              | 75    |       |
| 14. August | Walter Alfred Rosam                          | deutscher Maler des Expressionismus                                                      | 32    |       |
| 15. August | Gustav Hey                                   | deutscher Slawist, Ortsnamen- und Siedlungsforscher                                      | 69    |       |
| 15. August | James Hugh Ward                              | US-amerikanischer Politiker                                                              | 62    |       |
| 16. August | Constant Dinichert                           | Schweizer Uhrenfabrikant und Politiker                                                   | 84    |       |
| 16. August | Albert Fahr                                  | deutscher Klavierhersteller und Stadtverordnetenvorsteher                                |       |       |
| 16. August | Harrison E. Havens                           | US-amerikanischer Politiker                                                              | 78    |       |
| 16. August | Zoé Lucie Betty de Rothschild                | französische Kunstmalerin                                                                | 53    |       |
| 17. August | Umberto Boccioni                             | italienischer Maler und Bildhauer                                                        |       |       |
| 17. August | Johann Hinrich Fehrs                         | deutscher Erzähler und Lyriker                                                           | 78    |       |
| 17. August | Svetozár Hurban Vajanský                     | slowakischer Politiker und Schriftsteller                                                | 69    |       |
| 17. August | Jan Mrkvička                                 | bulgarischer Botaniker                                                                   |       |       |
| 18. August | Mary Jane O’Donovan Rossa                    | irische Lyrikerin und Aktivistin                                                         | 71    |       |
| 18. August | Rudolf Wustmann                              | deutscher Literatur- und Musikwissenschaftler                                            | 44    |       |
| 19. August | Aloys Fritzen                                | deutscher Jurist und Politiker (Zentrum), MdR                                            | 76    |       |
| 19. August | Karl Poser                                   | deutscher Architekt                                                                      | 46    |       |
| 19. August | Emanuel zu Salm-Salm                         | Erbprinz zu Salm-Salm (1871–1916)                                                        | 44    |       |
| 20. August | Rudolf Cramer von Clausbruch                 | deutscher Offizier                                                                       | 52    |       |
| 20. August | Karl Georg Kaiser                            | Schweizer Politiker                                                                      | 73    |       |
| 21. August | Richard zu Dohna-Schlobitten                 | deutscher und Politiker, MdR                                                             | 73    |       |
| 22. August | Pere Falqués                                 | spanischer Architekt des katalanischen Modernismus                                       |       |       |
| 22. August | Ebenezer B. Finley                           | US-amerikanischer Politiker                                                              | 83    |       |
| 22. August | Joseph Heeg                                  | deutscher Klassischer Philologe und Bibliothekar                                         | 35    |       |
| 22. August | Lyman Ray                                    | US-amerikanischer Politiker                                                              | 85    |       |
| 22. August | Gustaf Wickman                               | schwedischer Architekt                                                                   | 57    |       |
| 23. August | Richard Martin, 1. Baronet of Overbury Court | britischer Politiker (Liberal Party, Liberale Unionisten), Mitglied des House of Commons | 78    |       |
| 23. August | Johann von Pischek                           | deutscher Jurist und Minister                                                            | 73    |       |
| 24. August | Bruno Demke                                  | deutscher Radrennfahrer                                                                  | 35    |       |
| 24. August | Charles George Herbermann                    | US-amerikanischer Altphilologe, Hochschullehrer und Schriftsteller                       | 75    |       |
| 24. August | Johann Pinggera                              | Südtiroler Bergführer                                                                    | 78    |       |
| 24. August | Émile Steffe                                 | französischer Turner                                                                     | 27    |       |
| 25. August | Michael Miebach                              | Bauunternehmer in Köln-Kalk                                                              | 88    |       |
| 25. August | John Lancaster Spalding                      | US-amerikanischer römisch-katholischer Geistlicher und Bischof von Peoria                | 76    |       |
| 26. August | Viktor Henckel von Donnersmarck              | deutscher Diplomat                                                                       | 61    |       |
| 27. August | Charles Thomas Clough                        | britischer Geologe                                                                       | 63    |       |
| 27. August | Petar Kočić                                  | bosnisch-serbischer Schriftsteller                                                       | 39    |       |
| 28. August | William Esson                                | britischer Mathematiker                                                                  |       |       |
| 28. August | Henri Harpignies                             | französischer Landschafts- und Genremaler                                                | 97    |       |
| 29. August | Oskar Backlund                               | schwedisch-russischer Astronom                                                           | 70    |       |
| 29. August | Karl Thylmann                                | deutscher Künstler                                                                       | 28    |       |
| 30. August | Alexander Boarman                            | US-amerikanischer Jurist und Politiker                                                   | 76    |       |
| 31. August | Carl Jutz                                    | deutscher Tiermaler                                                                      | 77    |       |
| 31. August | John St. John                                | US-amerikanischer Politiker                                                              | 83    |       |

## September
| Tag           | Name                            | Beruf, bekannt als                                                                             | Alter | Beleg |
| ------------- | ------------------------------- | ---------------------------------------------------------------------------------------------- | ----- | ----- |
| 2. September  | Louis-Emil Eyer                 | Schweizer Sportpädagoge, tätig in Bulgarien                                                    | 50    |       |
| 2. September  | Adolf Grahn                     | deutscher Kaufmann, Turnwart und Sportfunktionär                                               | 75    |       |
| 2. September  | Edward Moore                    | britischer Altphilologe, Romanist und Italianist, Spezialist von Dante Alighieri               | 81    |       |
| 2. September  | Samuel Pennypacker              | US-amerikanischer Politiker                                                                    | 73    |       |
| 2. September  | Max Schlosser                   | deutscher Opernsänger                                                                          | 80    |       |
| 3. September  | Armand du Paty de Clam          | französischer Berufssoldat                                                                     | 63    |       |
| 3. September  | Harvey Samuel Irwin             | US-amerikanischer Politiker                                                                    | 71    |       |
| 3. September  | Karl Mansfeld                   | Reichsgerichtsrat                                                                              | 57    |       |
| 3. September  | Max Treu                        | deutscher Architekt                                                                            | 86    |       |
| 4. September  | Jozef Pantocsek                 | ungarischer Mediziner, Mikropaläontologe und Botaniker                                         | 69    |       |
| 4. September  | Dagobert Schoenfeld             | evangelisch-lutherischer Pfarrer, Wissenschaftler, Forschungsreisender und Reiseschriftsteller | 83    |       |
| 4. September  | Hansheinrich von Wolf           | deutscher Adeliger und Offizier                                                                | 43    |       |
| 5. September  | Emil Krause                     | deutscher Pianist, Organist, Musikkritiker, Musikprofessor und Komponist                       | 76    |       |
| 5. September  | Moritz Schwalb                  | liberalprotestantischer Pastor                                                                 | 82    |       |
| 5. September  | Ernst von Werthern              | deutscher Verwaltungsbeamter und Rittergutsbesitzer                                            | 74    |       |
| 6. September  | Josef Gangl                     | österreichischer Schriftsteller                                                                | 48    |       |
| 6. September  | Jakob Kõrv                      | estnischer Schriftsteller und Publizist                                                        | 66    |       |
| 6. September  | Georg Kuttner                   | deutscher Reichsgerichtsrat                                                                    | 39    |       |
| 6. September  | Tobias Mørch                    | grönländischer Katechet und Pastor                                                             | 75    |       |
| 6. September  | Alwin Petersilie                | deutscher Statistiker                                                                          | 68    |       |
| 6. September  | Heinrich Roller                 | deutscher Stenograph                                                                           | 77    |       |
| 7. September  | Heinrich Gennes                 | hessischer Beamter und Kreisrat des Kreises Offenbach                                          | 45    |       |
| 7. September  | Moritz Goldschmidt              | deutscher Botaniker und Lehrer                                                                 | 52    |       |
| 7. September  | Richard Lachmann                | deutscher Geologe                                                                              | 31    |       |
| 7. September  | Nicholas Morello                | italo-amerikanischer Mafioso                                                                   |       |       |
| 8. September  | Julius Pollack                  | österreichischer Großkaufmann                                                                  |       |       |
| 9. September  | Leopold von der Osten           | preußischer Fideikommissbesitzer und Politiker                                                 | 75    |       |
| 10. September | Jules-Alexandre-Léon Bouissière | französischer Geistlicher und römisch-katholischer Bischof von Constantine-Hippone             | 56    |       |
| 10. September | Friedrich Gernsheim             | deutscher Pianist, Dirigent und Komponist der Spätromantik                                     | 77    |       |
| 10. September | Catharina Haaß                  | deutsche Musikpädagogin und Komponistin                                                        | 72    |       |
| 10. September | Karl Goswin Uphues              | deutscher Philosoph                                                                            | 75    |       |
| 10. September | Lucy Walker                     | britische Alpinistin                                                                           |       |       |
| 11. September | Thomas Lemuel James             | US-amerikanischer Politiker                                                                    | 85    |       |
| 11. September | Karl Liebhardt                  | Königlich Württembergischer Hoffotograf                                                        | 69    |       |
| 11. September | Friedrich Anton Weiß            | deutscher Dessinateur                                                                          | 75    |       |
| 12. September | Wilhelm von Ahn                 | deutscher Schauspieler und Sänger                                                              | 36    |       |
| 12. September | Henrik Mohn                     | norwegischer Meteorologe und Ozeanograf                                                        | 81    |       |
| 12. September | Bernhard Riedel                 | deutscher Chirurg                                                                              | 69    |       |
| 13. September | Edwin Hallowell                 | US-amerikanischer Politiker                                                                    | 72    |       |
| 13. September | Karl Hanssen                    | deutscher Fußballspieler                                                                       | 29    |       |
| 13. September | Franz Georg Himpler             | deutscher Architekt, der in die USA auswanderte                                                | 83    |       |
| 14. September | Pierre Duhem                    | französischer Physiker                                                                         | 55    |       |
| 14. September | Jacques Léauté                  | französischer Schwimmer                                                                        | 33    |       |
| 14. September | Émile Maitrot                   | französischer Bahnradsportler und Weltmeister                                                  | 34    |       |
| 14. September | Josiah Royce                    | US-amerikanischer Philosoph                                                                    | 60    |       |
| 14. September | Eugen Heinrich Schmitt          | anarchistischer, pazifistischer und antiklerikaler Philosoph und Publizist                     | 64    |       |
| 14. September | Wilhelm Voigt                   | deutscher Architekt                                                                            | 58    |       |
| 15. September | Raymond Asquith                 | britischer Rechtsanwalt                                                                        | 37    |       |
| 15. September | Gabriel Deluc                   | französischer Maler                                                                            | 32    |       |
| 15. September | Isidore Legouix                 | französischer Komponist                                                                        | 82    |       |
| 15. September | Johann Matthias Stahl           | deutscher Klassischer Philologe                                                                | 82    |       |
| 16. September | Basil Wilson Duke               | General der Konföderierten im amerikanischen Bürgerkrieg                                       | 78    |       |
| 16. September | Hans Gaede                      | preußischer Offizier, General der Infanterie im Ersten Weltkrieg                               | 64    |       |
| 16. September | Eduard Giese                    | deutscher Jurist und Politiker, MdR                                                            | 68    |       |
| 16. September | Frank McGee                     | kanadischer Eishockeyspieler                                                                   | 33    |       |
| 16. September | Henry Smith                     | US-amerikanischer Politiker                                                                    | 78    |       |
| 17. September | Hermann Krone                   | deutscher Fotograf, Wissenschaftler, Hochschullehrer und Publizist                             | 89    |       |
| 17. September | Seth Low                        | US-amerikanischer Politiker                                                                    | 66    |       |
| 18. September | Adolph von Elm                  | deutscher Genossenschafter, Gründer und Politiker, MdR                                         | 58    |       |
| 18. September | José Fagnano                    | italienischer Salesianer Don Boscos, Missionar und römisch-katholischer Präfekt                | 72    |       |
| 20. September | Philipp Biedert                 | deutscher Kinderarzt und Hochschullehrer                                                       | 68    |       |
| 20. September | Julius von Hartmann             | deutscher Historiker                                                                           | 80    |       |
| 20. September | August Leskien                  | deutscher Indogermanist und Slawist                                                            | 76    |       |
| 21. September | Konrad Sturmhoefel              | deutscher Historiker und Pädagoge                                                              | 58    |       |
| 22. September | Rudolf von Bönninghausen        | preußischer Offizier, Bürgermeister und Landrat                                                | 82    |       |
| 22. September | Simon Frug                      | russischer jüdischer Volksdichter                                                              | 56    |       |
| 23. September | Oliver Godfrey                  | britischer Motorradrennfahrer und Flieger im Ersten Weltkrieg                                  | 28    |       |
| 24. September | Otto Greiner                    | deutscher Maler und Graphiker                                                                  | 46    |       |
| 24. September | Wilhelm Krupp                   | deutscher Kaufmann und Politiker (Zentrum), MdR                                                | 73    |       |
| 24. September | Karl Romstorfer                 | österreichischer Architekt                                                                     | 62    |       |
| 25. September | Oskar Blödner                   | deutscher Fabrikant, Kaufmann und Wohltäter der Stadt Gotha                                    | 63    |       |
| 25. September | Julius Fučík                    | böhmischer Komponist und Kapellmeister                                                         | 44    |       |
| 25. September | Wilhelm Heß                     | österreichischer Architekt                                                                     |       |       |
| 25. September | Kurt Wintgens                   | deutscher Jagdflieger im Ersten Weltkrieg                                                      | 22    |       |
| 25. September | Friedrich Zeller                | deutscher Geologe und Paläontologe                                                             | 34    |       |
| 26. September | Max von Mulzer                  | bayerischer Jagdflieger im Ersten Weltkrieg                                                    | 23    |       |
| 26. September | Adolf Schwiening                | deutscher Architekt und kommunaler Baubeamter                                                  | 68    |       |
| 27. September | Georg Foerster                  | deutscher Reichsgerichtsrat                                                                    | 71    |       |
| 27. September | Louis Holzweissig               | deutscher Unternehmer, Kommunalpolitiker und Freimaurer                                        | 76    |       |
| 27. September | Valentin Magnan                 | französischer Psychiater                                                                       | 81    |       |
| 27. September | Ludwig Moser                    | österreichischer Unternehmer                                                                   | 83    |       |
| 28. September | Isaac N. Cox                    | US-amerikanischer Politiker                                                                    | 70    |       |
| 28. September | Hermann Jürgens                 | deutscher Ordensgeistlicher, Erzbischof von Bombay                                             | 68    |       |
| 30. September | Léopold Chiron                  | französischer Prähistoriker                                                                    | 71    |       |
| 30. September | Roman von Janta-Polczynski      | polnisch-deutscher Rittergutsbesitzer und Politiker (Polnische Fraktion), MdR                  | 67    |       |
|               | José Echegaray                  | spanischer Schriftsteller, Politiker                                                           |       |       |
|               | Anton Köllisch                  | deutscher Chemiker                                                                             | 28    |       |
|               | Hermann Sternheim               | deutscher Journalist, Schriftsteller und Theaterdirektor                                       | 67    |       |